# 深海世界
深海世界（英語：Deep Sea World）是一個位於蘇格蘭法夫北昆斯費里的水族館，館內飼養了沙虎鯊及其它品種鯊魚。

## 歷史
深海世界於1993年4月9日開幕，位於福斯橋下方，由西班牙的阿斯普罗奥西奥集团（Aspro Ocio Group）擁有及營運。

## 展館
深海世界其中一個主要展館是長112米（367英尺）的透明鯊魚隧道，是世上最長的鯊魚隧道之一。鯊魚隧道展館貯水量達1,000,000英制加侖（4,500,000公升；1,200,000美制加侖），水缸的水泵送自福斯河，水溫大約14 °C（57 °F），但會隨氣候而改變。由於低水溫，因此隧道內大部份魚類均來自英國及附近地區。沙虎鯊則來自較溫暖的地區，如佛羅里達州和南非。牠們能夠輕易適應水溫變化，但低水溫會減慢牠們新陳代謝速度。
除了鯊魚隧道，水族館還有其它水缸展示其它魚類和海洋生物。
2005年，水族館落成了新的海豹展館，裡面包括一隻被蘇格蘭防止虐待動物協會拯救的海豹。

## 外部連結
- 官方网站